# Festival de Cinema Mediterrani de Montpeller
El Festival de Cinema Mediterrani de Montpeller (francès: Festival international de cinéma méditerranéen o CINÉMED) és un festival de cinema, centrat en les produccions de la conca del Mediterrani, del mar Negre, Portugal i d'Armènia. Té lloc cada any a Montpeller.

## Història
L'any 1979, els membres del Ciné-club du Jean-Vigo van fundar Cinemed, el Festival de Cinema Mediterrani. L'any 1989, el festival va adquirir una secció de competició i es va convertir en el Festival Internacional de Cinema Mediterrani de Montpeller.
L'any 2016, la direcció artística del festival és a càrrec de Christophe Leparc. Aquest últim substitueix a Jean-François Bourgeot.
Des de l'any 2019, la presidència del festival l'ocupa Leoluca Orlando, alcalde de Palerm. Succeeix en aquest càrrec a Aurélie Filippetti, presidenta des de 2016.
El jurat atorga diversos premis, el més important dels quals és l'Antígona d'or de Montpelhièr Mediterranèa Metropòli.

## Guanyadors
| Edició | Antígona d'Or                                                                   | Premi de la crítica (fins 2000 Prix Mediterranée)      | Premi del public                                               | Refs.         |
| 1989   | Sis de Zülfü Livaneli                                                           | Louss, warda al-rimal de Rachid Benhadj                | ----                                                           | [ 6 ]         |
| 1990   | Porte aperte de Gianni Amelio                                                   | Porte aperte de Gianni Amelio                          | Las cartas de Alou de Montxo Armendáriz                        | [ 7 ]         |
| 1991   | Mdgmourebi de Dato Janelidze                                                    | Shahatin wa Nubala d'Asma El Bakry                     | Shahatin wa Nubala d'Asma El Bakry                             | [ 8 ]         |
| 1992   | Una storia semplice d'Emidio Greco                                              | Rasael Shafahiyyah d'Abdellatif Abdelhamid             | Tango argentino de Goran Paskaljević                           | [ 9 ]         |
| 1993   | Golem Ba' Maagal d'Aner Preminger                                               | È pericoloso sporgersi de Nae Caranfil                 | À la recherche du mari de ma femme de Mohamed Abderrahman Tazi | [ 10 ]        |
| 1994   | Barnabo delle montagne de Mario Brenta · Hatta Ishaar Akhar de Rashid Masharawi | Hatta Ishaar Akhar de Rashid Masharawi                 | Hatta Ishaar Akhar de Rashid Masharawi                         | [ 11 ]        |
| 1995   | Machaho de Belkacem Hadjadj                                                     | Justino, un asesino de la tercera edad de la Cuadrilla | Machaho de Belkacem Hadjadj                                    | [ 12 ]        |
| 1996   | Miel et Cendres de Nadia Fares Anliker                                          | Ferie d'agosto de Paolo Virzì                          | Ferie d'agosto de Paolo Virzì                                  | [ 13 ]        |
| 1997   | Gipsy Magic de Stole Popov                                                      | Tabutta Rövaşata de Derviş Zaim                        | Bent Familia de Nouri Bouzid                                   | [ 14 ]        |
| 1998   | Ekspres, ekspres d'Igor Šterk                                                   | Bye-Bye Souirty de Daoud Aoulad-Syad                   | Ekspres, ekspres d'Igor Šterk                                  | [ 15 ]        |
| 1999   | Al Abwab Al Moghlaka d'Atef Hetata                                              | Al Abwab Al Moghlaka d'Atef Hetata                     | HaHaverim shel Yana d'Arik Kaplun                              | [ 16 ]        |
| 2000   | Sangue vivo d'Edoardo Winspeare                                                 | Maršal de Vinko Brešan                                 | Nebeska udica de Ljubiša Samardžić                             | [ 17 ]        |
| 2001   | Kikar Ha-Halomot de Benny Toraty                                                | Lamma hikyit Maryam d'Assad Fouladkar                  | El Bola d'Achero Mañas                                         | [ 18 ]        |
| 2002   | Rana's Wedding de Hany Abu-Assad                                                | Rana's Wedding de Hany Abu-Assad                       | Il più bel giorno della mia vita de Cristina Comencini         | [ 19 ]        |
| 2003   | Uzak de Nuri Bilge Ceylan                                                       | Uzak de Nuri Bilge Ceylan                              | Il posto dell'anima de Riccardo Milani                         | [ 20 ]        |
| 2004   | Karpuz Kabuğundan Gemiler Yapmak d'Ahmet Uluçay                                 | Tu de Zrinko Ogresta                                   | Sivi kamion crvene boje de Srdan Koljević                      | [ 21 ]        |
| 2005   | San zimske noći de Goran Paskaljević                                            | Go West d'Ahmed Imamović                               | Go West d'Ahmed Imamović                                       | [ 22 ]        |
| 2006   | Put lubenica de Branko Schmidt                                                  | Come l'ombra de Marina Spada                           | Aislados de David Marqués                                      | [ 23 ] [ 24 ] |
| 2007   | Eduart d'Angeliki Antoniou                                                      | Rıza de Tayfun Pirselimoğlu                            | Mutluluk d'Abdullah Oğuz                                       | [ 25 ]        |
| 2008   | Turneja de Goran Marković                                                       | Pranzo di ferragosto de Gianni Di Gregorio             | Un novio para Yasmina de Irene Cardona Bacas                   | [ 26 ]        |
| 2009   | Ajami de Scandar Copti i Yaron Shani                                            | Retorno a Hansala de Chus Gutiérrez                    | Fortapàsc de Marco Risi                                        | [ 27 ] [ 28 ] |
| 2010   | La mosquitera d'Agustí Vila                                                     | La prima cosa bella de Paolo Virzì                     | Diciotto anni dopo d'Edoardo Leo                               | [ 29 ]        |
| 2011   | Ish lelo selolari de Sameh Zoabi                                                | Emek Tiferet de Hadar Friedlich                        | 678 de Mohamed Diab                                            | [ 30 ]        |
| 2012   | Gaigimet de Rusudan Chkonia                                                     | El sheita elli fat d'Ibrahim El Batout                 | Parada de Srđan Dragojević                                     | [ 31 ]        |
| 2013   | Farsh wa Ghata d'Ahmad Abdalla                                                  | Levaya Bazaharaim d'Adam Sanderson                     | Peace After Marriage de Ghazi Albuliwi                         | [ 32 ]        |
| 2014   | Simindis k'undzuli de Guíorgui Ovàixvili                                        | Simindis k'undzuli de Guíorgui Ovàixvili               | Simindis k'undzuli de Guíorgui Ovàixvili                       | [ 33 ] [ 34 ] |
| 2015   | Montanha de João Salaviza                                                       | Tri dritare dhe një varje d'Isa Qosja /                | Good luck, Algeria de Farid Bentoumi                           | [ 35 ]        |
| 2016   | Vivir y otras ficciones de Jo Sol                                               | Omor Shakhsiya de Maha Haj                             | Timgad de Fabrice Benchaouche                                  | .             |
| 2017   | Manuel de Dario Albertini                                                       | Manuel de Dario Albertini                              | Dede de Mariam Khatchvani                                      | .             |
| 2018   | Fiore gemello de Laura Luchetti                                                 | Sibel de Çagla Zencirci i Guillaume Giovanetti         | Sibel de Çagla Zencirci i Guillaume Giovanetti                 | [ 38 ]        |
| 2019   | Sole de Carlo Sironi · Šavovi (Stitches) de Miroslav Terzić                     | Abou Leila d'Amin Sidi-Boumédiène                      | Deux de Filippo Meneghetti                                     | [ 39 ]        |
| 2020   | Otac de Srdan Golubović                                                         | Teddy de Ludovic i Zoran Boukherma                     | Here We Are de Nir Bergman                                     | [ 40 ]        |
| 2021   | Rusc de Blerta Basholli                                                         | Costa Brava, Lebanon de Mounia Akl                     | Anima bella de Dario Albertini                                 | [ 41 ]        |
| 2022   | Ashkal, els crims de Tunísia de Youssef Chebbi                                  | Ashkal, els crims de Tunísia de Youssef Chebbi         | La Nuit du verre d'eau de Carlos Chahine                       | [ 42 ]        |
| 2023   | Karanlık Gece d'Özcan Alper                                                     | The Vanishing Soldier de Dani Rosenberg                | 20.000 espècies d'abelles d'Estibaliz Urresola Solaguren       | [ 43 ]        |